# Kodex
Kodex – pierwsza część płytowej serii grupy producenckiej White House, skupiająca na płycie polskich raperów. Na albumie ukazały się nagrania takich wykonawców jak DonGURALesko, Tede, Fenomen, Fisz, Fokus, O.S.T.R., Peja, WWO i wielu innych. Płyta została wydana w grudniu 2002 roku.
Nagrania dotarły do 5. miejsca listy OLiS.
Pochodząca z albumu piosenka „Na żywo” znalazła się na 60. miejscu listy 120 najważniejszych polskich utworów hip-hopowych według serwisu T-Mobile Music.

## Lista utworów
1. „In”
2. O.S.T.R. – „Na raz”
3. Fokus & Gutek – „Są dni...”
4. Pezet & Flexxip – „Oczy otwarte”
5. WWO & Koro – „Z dala od zgiełku”
6. Wall-E – „1000 osób”
7. Fenomen – „Złośliwy uśmiech”
8. Esencja (F.F.O.D.) – „Po drugiej stronie”
9. Łona – „Piękny dzień by zadzwonić”
10. Fu – „Brud społeczeństwa”
11. DonGURALesko – „Jestem tym typem”
12. Włodi, Pono & Daf – „Na żywo”
13. Peja – „Mnie to nie zachwyca”
14. Verte, Wall-E & Natal. Ka – „Uwierzyć w siebie”
15. Tede – „Ile można?”
16. Natal. Ka – „Są...”
17. Red – „Ragga”
18. Fisz – „Na sznurowadle”
19. „Out”